# Tour byzantine de Biccari
La tour byzantine de Biccari est un bâtiment situé dans le centre historique de Biccari, ville de  la province de Foggia en Italie.